# 범스칸디나비아주의

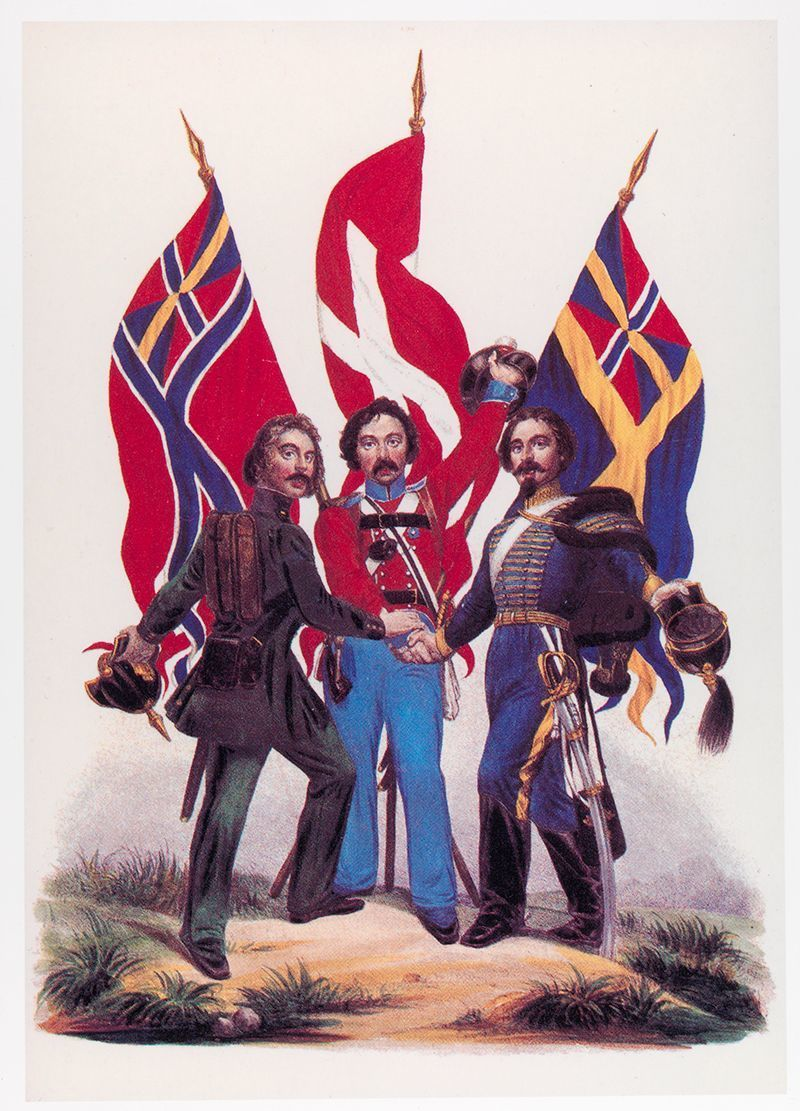

범스칸디나비아주의(pan-Scandinavianism)는 스칸디나비아 3국의 범국민주의다. 범스칸디나비아주의는 이들 3국이 공통의 신화와 언어를 공유함을 강조하면서 서로 간의 협력을 주장한다. 여기에 아이슬란드와 핀란드까지 대상이 확장되면 범북유럽주의(pan-Nordism)가 된다.

## 같이 보기
- 북유럽 이사회
- 노르딕 여권 연맹
- 범국민주의
- 칼마르 동맹